# Copa Desafío de la AFC 2006
La Copa Desafío de la AFC 2006 fue la primera edición de la Copa Desafío de la AFC, torneo de fútbol que reunía a las selecciones nacionales de Asia de más bajo nivel. Fue organizado por la Confederación Asiática de Fútbol (AFC) y se disputó entre el 1 y el 16 de abril en Bangladés, con la participación de 16 seleccionados nacionales masculinos.
El campeón fue Tayikistán, que en la final superó a Sri Lanka con una goleada de 4-0, la mayor diferencia en un partido decisivo en la historia de la competición.

## Elección del país anfitrión
Inicialmente, la AFC había decidido que el torneo se disputaría en Nepal y Bangladés, asignándosele al primero de ellos los grupos A y B, y al segundo los grupos C y D. Sin embargo, los conflictos políticos y sociales que afectaban a Nepal, puntualmente originados por la guerra civil en la que el país se vio sumido durante casi una década, fueron determinantes para que la nación desistiera de organizar el certamen, de forma que la competición acabó realizándose en su totalidad en Bangladés.

### Sede
Dos estadios fueron elegidos como sedes de la competencia. Posteriormente se sumó un tercero, el Estadio de la Armada, que hospedó solamente un encuentro debido a las condiciones climáticas que afectaron al Estadio Nacional.
| Daca                         | Daca                         | Chittagong                         |
| ---------------------------- | ---------------------------- | ---------------------------------- |
| División de Daca (UTC+06:00) | División de Daca (UTC+06:00) | División de Chittagong (UTC+06:00) |
| Estadio Nacional Bangabandhu | Estadio de la Armada         | Estadio M. A. Aziz                 |
| Capacidad: 36 000            | Capacidad: 15 000            | Capacidad: 30 000                  |
|                              |                              |                                    |

## Formato
Las 16 selecciones participantes fueron divididas en 4 grupos de 4 equipos cada una. Dentro de cada grupo, las selecciones se enfrentaron bajo el sistema de todos contra todos, a una sola rueda, de manera tal que cada una de ellas disputó tres partidos. Los puntos se computaron a razón de 3 —tres— por partido ganado, 1 —uno— en caso de empate y 0 —cero— por cada derrota.
Las dos selecciones de cada grupo mejor ubicadas en la tabla de posiciones final pasaron a los cuartos de final. El orden de clasificación se determinó teniendo en cuenta los siguientes criterios, en orden de preferencia:
1. El mayor número de puntos obtenidos.
2. El mayor número de puntos obtenidos en los partidos entre los equipos en cuestión.
3. La mayor diferencia de goles en los partidos entre los equipos en cuestión.
4. El mayor número de goles anotados por cada equipo en los partidos entre los equipos en cuestión.
5. La mayor diferencia de goles en todos los partidos del grupo.
6. El mayor número de goles a favor en todos los partidos del grupo.
7. Tiros desde el punto penal (si ambos equipos hubieran empatado en todos los criterios anteriores y se encontraran al mismo tiempo en el campo de juego).
8. Menor cantidad de tarjetas amarillas y rojas recibidas.
9. Sorteo del comité organizador.

Los ocho clasificados disputaron los cuartos de final. A partir de esa instancia, el ganador de cada partido pasó a la siguiente fase y el perdedor quedó eliminado. Los dos vencedores de las semifinales disputaron la final, cuyo ganador se consagró campeón.

## Equipos participantes
Previo al comienzo del torneo, la AFC separó a los seleccionados del continente asiático en tres categorías, de acuerdo al nivel futbolístico. El más alto de ellos estuvo constituido por 15 asociaciones, consideradas asociaciones desarrolladas; el segundo estuvo conformado por 14 asociaciones, declaradas asociaciones en desarrollo; y el tercero estuvo integrado por las restantes 17, catalogadas como asociaciones emergentes. Quienes componían esta última eran:
| - Afganistán - Bután - Brunéi - Camboya - China Taipéi - Filipinas | - Guam - Kirguistán - Laos - Macao - Mongolia - Nepal | - Pakistán - Palestina - Sri Lanka - Tayikistán - Timor Oriental |

Los seleccionados en cuestión fueron los elegidos para participar del certamen. Sin embargo, Laos, Mongolia y Timor Oriental acabaron retirándose antes de que el torneo comience, siendo reemplazados solamente por Bangladés e India U20, de manera que la copa fue disputada por 16 equipos en lugar de 17 como se había establecido al principio.
| Equipos participantes | Equipos participantes | Equipos participantes | Equipos participantes |
| --------------------- | --------------------- | --------------------- | --------------------- |
| Afganistán            | Camboya               | India U20             | Pakistán              |
| Bangladés             | China Taipéi          | Kirguistán            | Palestina             |
| Brunéi                | Filipinas             | Macao                 | Sri Lanka             |
| Bután                 | Guam                  | Nepal                 | Tayikistán            |

## Fase de grupos
- Los horarios son correspondientes a la hora de Bangladés (UTC+6:00).

### Grupo A
| Pos. | Equipo       | Pts. | PJ | G | E | P | GF | GC | Dif. | Clasificación         |
| ---- | ------------ | ---- | -- | - | - | - | -- | -- | ---- | --------------------- |
| 1    | India U20    | 5    | 3  | 1 | 2 | 0 | 3  | 1  | +2   | Fase de eliminatorias |
| 2    | China Taipéi | 5    | 3  | 1 | 2 | 0 | 3  | 2  | +1   | Fase de eliminatorias |
| 3    | Filipinas    | 2    | 3  | 0 | 2 | 1 | 2  | 3  | −1   |                       |
| 4    | Afganistán   | 2    | 3  | 0 | 2 | 1 | 3  | 5  | −2   |                       |

 Fuente: RSSSF
| 1 de abril de 2006 | India U20     | 2:0 (1:0) | Afganistán | Estadio M. A. Aziz, Chittagong                                 |                                                                |
| 15:30 (UTC+6:00)   | Vimal 35' 60' |           |            | Asistencia: 2 500 espectadores Árbitro(s): Mahmood Al-Ghatrifi | Asistencia: 2 500 espectadores Árbitro(s): Mahmood Al-Ghatrifi |

| 1 de abril de 2006 | China Taipéi       | 1:0 (1:0) | Filipinas | Estadio M. A. Aziz, Chittagong                          |                                                         |
| 18:00 (UTC+6:00)   | Chuang Wei-lun 20' |           |           | Asistencia: 4 000 espectadores Árbitro(s): Lee Gi-young | Asistencia: 4 000 espectadores Árbitro(s): Lee Gi-young |

| 3 de abril de 2006 | Filipinas    | 1:1 (1:1) | India U20 | Estadio M. A. Aziz, Chittagong                           |                                                          |
| 15:30 (UTC+6:00)   | Valeroso 19' |           | Vimal 8'  | Asistencia: 2 000 espectadores Árbitro(s): Salem Mujghef | Asistencia: 2 000 espectadores Árbitro(s): Salem Mujghef |

| 3 de abril de 2006 | Afganistán     | 2:2 (2:0) | China Taipéi                             | Estadio M. A. Aziz, Chittagong                          |                                                         |
| 18:00 (UTC+6:00)   | Qadami 20' 23' |           | Chuang Wei-lun 48' · Liang Chien-wei 73' | Asistencia: 2 500 espectadores Árbitro(s): Lee Gi-young | Asistencia: 2 500 espectadores Árbitro(s): Lee Gi-young |

| 5 de abril de 2006 | India U20 | 0:0 | China Taipéi | Estadio M. A. Aziz, Chittagong                              |                                                             |
| 15:30 (UTC+6:00)   |           |     |              | Asistencia: 2 000 espectadores Árbitro(s): Ram Krishna Gosh | Asistencia: 2 000 espectadores Árbitro(s): Ram Krishna Gosh |

| 5 de abril de 2006 | Filipinas    | 1:1 (0:1) | Afganistán  | Estadio M. A. Aziz, Chittagong                           |                                                          |
| 15:30 (UTC+6:00)   | Valeroso 59' |           | Maqsood 28' | Asistencia: 3 000 espectadores Árbitro(s): Salem Mujghef | Asistencia: 3 000 espectadores Árbitro(s): Salem Mujghef |

### Grupo B
| Pos. | Equipo    | Pts. | PJ | G | E | P | GF | GC | Dif. | Clasificación         |
| ---- | --------- | ---- | -- | - | - | - | -- | -- | ---- | --------------------- |
| 1    | Sri Lanka | 7    | 3  | 2 | 1 | 0 | 3  | 1  | +2   | Fase de eliminatorias |
| 2    | Nepal     | 4    | 3  | 1 | 1 | 1 | 4  | 3  | +1   | Fase de eliminatorias |
| 3    | Brunéi    | 4    | 3  | 1 | 1 | 1 | 2  | 2  | 0    |                       |
| 4    | Bután     | 1    | 3  | 0 | 1 | 2 | 0  | 3  | −3   |                       |

 Fuente: RSSSF
| 2 de abril de 2006 | Sri Lanka | 1:0 (0:0) | Brunéi | Estadio M. A. Aziz, Chittagong                           |                                                          |
| 15:30 (UTC+6:00)   | Kasun 74' |           |        | Asistencia: 2 000 espectadores Árbitro(s): Rustam Saidov | Asistencia: 2 000 espectadores Árbitro(s): Rustam Saidov |

| 2 de abril de 2006 | Nepal           | 2:0 (0:0) | Bután | Estadio M. A. Aziz, Chittagong                              |                                                             |
| 18:00 (UTC+6:00)   | Pradeep 52' 68' |           |       | Asistencia: 3 500 espectadores Árbitro(s): Ram Krishna Gosh | Asistencia: 3 500 espectadores Árbitro(s): Ram Krishna Gosh |

| 4 de abril de 2006 | Bután | 0:1 (0:1) | Sri Lanka | Estadio M. A. Aziz, Chittagong                         |                                                        |
| 15:30 (UTC+6:00)   |       |           | Karu 45'  | Asistencia: Sin espectadores Árbitro(s): Rustam Saidov | Asistencia: Sin espectadores Árbitro(s): Rustam Saidov |

| 4 de abril de 2006 | Brunéi                 | 2:1 (2:0) | Nepal     | Estadio M. A. Aziz, Chittagong                                 |                                                                |
| 18:00 (UTC+6:00)   | Adie 11' · Riwandi 42' |           | Tashi 60' | Asistencia: 2 500 espectadores Árbitro(s): Mahmood Al-Ghatrifi | Asistencia: 2 500 espectadores Árbitro(s): Mahmood Al-Ghatrifi |

| 6 de abril de 2006 | Sri Lanka    | 1:1 (1:0) | Nepal              | Estadio M. A. Aziz, Chittagong                          |                                                         |
| 15:30 (UTC+6:00)   | Izzadeen 19' |           | Pradeep 75' (pen.) | Asistencia: 2 500 espectadores Árbitro(s): Lee Gi-young | Asistencia: 2 500 espectadores Árbitro(s): Lee Gi-young |

| 6 de abril de 2006 | Bután | 0:0 | Brunéi | Estadio M. A. Aziz, Chittagong                                 |                                                                |
| 15:30 (UTC+6:00)   |       |     |        | Asistencia: 2 000 espectadores Árbitro(s): Mahmood Al-Ghatrifi | Asistencia: 2 000 espectadores Árbitro(s): Mahmood Al-Ghatrifi |

### Grupo C
| Pos. | Equipo        | Pts. | PJ | G | E | P | GF | GC | Dif. | Clasificación         |
| ---- | ------------- | ---- | -- | - | - | - | -- | -- | ---- | --------------------- |
| 1    | Palestina     | 7    | 3  | 2 | 1 | 0 | 16 | 1  | +15  | Fase de eliminatorias |
| 2    | Bangladés (H) | 7    | 3  | 2 | 1 | 0 | 6  | 2  | +4   | Fase de eliminatorias |
| 3    | Camboya       | 3    | 3  | 1 | 0 | 2 | 4  | 6  | −2   |                       |
| 4    | Guam          | 0    | 3  | 0 | 0 | 3 | 0  | 17 | −17  |                       |

 Fuente: 
| 1 de abril de 2006 | Palestina                                                                                  | 11:0 (7:0) | Guam | Estadio Nacional Bangabandhu, Daca                   |                                                      |
| 15:30 (UTC+6:00)   | Keshkesh 6' · Attal 14' 20' 25' 32' 45+1' 86' · Atura 22' · Al-Amour 39' · Al-Kord 59' 67' |            |      | Asistencia: 3 000 espectadores Árbitro(s): Ala Abdul | Asistencia: 3 000 espectadores Árbitro(s): Ala Abdul |

| 1 de abril de 2006 | Bangladés             | 2:1 (1:0) | Camboya      | Estadio Nacional Bangabandhu, Daca                  |                                                     |
| 18:00 (UTC+6:00)   | Alfaz 31' · Ameli 64' |           | C. Rithy 68' | Asistencia: 35 000 espectadores Árbitro(s): Tan Hai | Asistencia: 35 000 espectadores Árbitro(s): Tan Hai |

| 3 de abril de 2006 | Camboya | 0:4 (0:3) | Palestina                                     | Estadio Nacional Bangabandhu, Daca                   |                                                      |
| 15:30 (UTC+6:00)   |         |           | Keshkesh 10' · Al-Sweirki 12' 75' · Attal 30' | Asistencia: 2 500 espectadores Árbitro(s): Ala Abdul | Asistencia: 2 500 espectadores Árbitro(s): Ala Abdul |

| 3 de abril de 2006 | Guam | 0:3 (0:0) | Bangladés                | Estadio Nacional Bangabandhu, Daca                  |                                                     |
| 18:00 (UTC+6:00)   |      |           | Ameli 49' · Abul 83' 85' | Asistencia: 18 000 espectadores Árbitro(s): Win Cho | Asistencia: 18 000 espectadores Árbitro(s): Win Cho |

| 5 de abril de 2006 | Palestina | 1:1 (1:0) | Bangladés | Estadio Nacional Bangabandhu, Daca                          |                                                             |
| 15:30 (UTC+6:00)   | Attal 30' |           | Tapu 55'  | Asistencia: 22 000 espectadores Árbitro(s): Hedayat Mombini | Asistencia: 22 000 espectadores Árbitro(s): Hedayat Mombini |

| 6 de abril de 2006 | Camboya                                        | 3:0 (2:0) | Guam | Estadio de la Armada, Daca                       |                                                  |
| 14:00 (UTC+6:00)   | S. Buntheang 37' · Kosal 40' · K. Kumpheak 63' |           |      | Asistencia: 500 espectadores Árbitro(s): Win Cho | Asistencia: 500 espectadores Árbitro(s): Win Cho |

### Grupo D
| Pos. | Equipo     | Pts. | PJ | G | E | P | GF | GC | Dif. | Clasificación         |
| ---- | ---------- | ---- | -- | - | - | - | -- | -- | ---- | --------------------- |
| 1    | Tayikistán | 6    | 3  | 2 | 0 | 1 | 6  | 1  | +5   | Fase de eliminatorias |
| 2    | Kirguistán | 6    | 3  | 2 | 0 | 1 | 3  | 1  | +2   | Fase de eliminatorias |
| 3    | Pakistán   | 4    | 3  | 1 | 1 | 1 | 3  | 4  | −1   |                       |
| 4    | Macao      | 1    | 3  | 0 | 1 | 2 | 2  | 8  | −6   |                       |

 Fuente: 
| 2 de abril de 2006 | Tayikistán                                           | 4:0 (2:0) | Macao | Estadio Nacional Bangabandhu, Daca                         |                                                            |
| 15:30 (UTC+6:00)   | Mahmudov 9' · Rabiev 13' · Rabimov 56' · Khojaev 77' |           |       | Asistencia: 2 000 espectadores Árbitro(s): Hedayat Mombini | Asistencia: 2 000 espectadores Árbitro(s): Hedayat Mombini |

| 2 de abril de 2006 | Kirguistán | 0:1 (0:0) | Pakistán | Estadio Nacional Bangabandhu, Daca                            |                                                               |
| 18:00 (UTC+6:00)   |            |           | Essa 59' | Asistencia: 2 500 espectadores Árbitro(s): Tayeb Shamsuzzaman | Asistencia: 2 500 espectadores Árbitro(s): Tayeb Shamsuzzaman |

| 4 de abril de 2006 | Pakistán | 0:2 (0:2) | Tayikistán                 | Estadio Nacional Bangabandhu, Daca                 |                                                    |
| 15:30 (UTC+6:00)   |          |           | Hakimov 14' · Irgashev 20' | Asistencia: 5 000 espectadores Árbitro(s): Tan Hai | Asistencia: 5 000 espectadores Árbitro(s): Tan Hai |

| 6 de abril de 2006 | Macao | 0:1 (0:1) | Kirguistán  | Estadio Nacional Bangabandhu, Daca                   |                                                      |
| 14:00 (UTC+6:00)   |       |           | Krasnov 22' | Asistencia: 2 000 espectadores Árbitro(s): Ala Abdul | Asistencia: 2 000 espectadores Árbitro(s): Ala Abdul |

| 6 de abril de 2006 | Pakistán             | 2:2 (1:1) | Macao                 | Estadio Nacional Bangabandhu, Daca                            |                                                               |
| 16:00 (UTC+6:00)   | Adeel 12' · Essa 43' |           | Chan Kin Seng 16' 52' | Asistencia: 1 000 espectadores Árbitro(s): Tayeb Shamsuzzaman | Asistencia: 1 000 espectadores Árbitro(s): Tayeb Shamsuzzaman |

| 7 de abril de 2006 | Tayikistán | 0:2 (0:1) | Kirguistán                    | Estadio Nacional Bangabandhu, Daca                 |                                                    |
| 14:00 (UTC+6:00)   |            |           | Ablakimov 35' · Ishenbaev 58' | Asistencia: 1 000 espectadores Árbitro(s): Tan Hai | Asistencia: 1 000 espectadores Árbitro(s): Tan Hai |

## Fase de eliminatorias

### Cuadro de desarrollo
|  | Cuartos de final        | Cuartos de final   |                          |       | Semifinales | Semifinales |  |  | Final | Final |
|  |                         |                    |                          |       |             |             |  |  |       |       |
|  | 8 de abril – Chittagong |                    |                          |       |             |             |  |  |       |       |
|  |                         |                    |                          |       |             |             |  |  |       |       |
|  | Sri Lanka               | 3                  |                          |       |             |             |  |  |       |       |
|  | Sri Lanka               | 3                  | 12 de abril – Chittagong |       |             |             |  |  |       |       |
|  | China Taipéi            | 0                  |                          |       |             |             |  |  |       |       |
|  | China Taipéi            | 0                  | Sri Lanka (p.)           | 1 (5) |             |             |  |  |       |       |
|  | 9 de abril – Chittagong |                    | Sri Lanka (p.)           | 1 (5) |             |             |  |  |       |       |
|  |                         | Nepal              | 1 (3)                    |       |             |             |  |  |       |       |
|  | India U20               | Nepal              | 1 (3)                    | 0     |             |             |  |  |       |       |
|  | India U20               |                    | 16 de abril – Daca       | 0     |             |             |  |  |       |       |
|  | Nepal                   | 3                  |                          |       |             |             |  |  |       |       |
|  | Nepal                   | 3                  | Sri Lanka                | 0     |             |             |  |  |       |       |
|  | 9 de abril – Daca       |                    | Sri Lanka                | 0     |             |             |  |  |       |       |
|  |                         | Tayikistán         | 4                        |       |             |             |  |  |       |       |
|  | Palestina               | Tayikistán         | 4                        | 0     |             |             |  |  |       |       |
|  | Palestina               | 13 de abril – Daca |                          | 0     |             |             |  |  |       |       |
|  | Kirguistán              | 1                  |                          |       |             |             |  |  |       |       |
|  | Kirguistán              | 1                  | Kirguistán               | 0     |             |             |  |  |       |       |
|  | 10 de abril – Daca      |                    | Kirguistán               | 0     |             |             |  |  |       |       |
|  |                         | Tayikistán         | 2                        |       |             |             |  |  |       |       |
|  | Tayikistán              | Tayikistán         | 2                        | 6     |             |             |  |  |       |       |
|  | Tayikistán              |                    |                          | 6     |             |             |  |  |       |       |
|  | Bangladés               | 1                  |                          |       |             |             |  |  |       |       |
|  | Bangladés               | 1                  |                          |       |             |             |  |  |       |       |

### Cuartos de final
| 8 de abril de 2006 | Sri Lanka                                  | 3:0 (1:0) | China Taipéi | Estadio M. A. Aziz, Chittagong                                 |                                                                |
| 15:30 (UTC+6:00)   | Izzadeen 44' · Sanjaya 70' · Ratnayaka 90' |           |              | Asistencia: 2 500 espectadores Árbitro(s): Mahmood Al-Ghatrifi | Asistencia: 2 500 espectadores Árbitro(s): Mahmood Al-Ghatrifi |

| 9 de abril de 2006 | India U20 | 0:3 (0:3) | Nepal                         | Estadio M. A. Aziz, Chittagong                              |                                                             |
| 15:30 (UTC+6:00)   |           |           | Pradeep 16' 26' · Basanta 28' | Asistencia: 3 000 espectadores Árbitro(s): Ram Krishna Gosh | Asistencia: 3 000 espectadores Árbitro(s): Ram Krishna Gosh |

| 9 de abril de 2006 | Palestina | 0:1 (0:0) | Kirguistán       | Estadio Nacional Bangabandhu, Daca               |                                                  |
| 15:30 (UTC+6:00)   |           |           | Djamshidov 90+1' | Asistencia: 180 espectadores Árbitro(s): Win Cho | Asistencia: 180 espectadores Árbitro(s): Win Cho |

| 10 de abril de 2006 | Tayikistán                                                                          | 6:1 (3:1) | Bangladés | Estadio Nacional Bangabandhu, Daca                    |                                                       |
| 15:30 (UTC+6:00)    | Rabimov 2' · Mahmudov 20' · Mukhidinov 31' · Hakimov 51' · Rabiev 65' · Nematov 81' |           | Alfaz 17' | Asistencia: 15 000 espectadores Árbitro(s): Ala Abdul | Asistencia: 15 000 espectadores Árbitro(s): Ala Abdul |

### Semifinales
| 12 de abril de 2006 | Sri Lanka                                         | 1:1 (1:1, 0:0) (5:3 p.)    | Nepal                           | Estadio M. A. Aziz, Chittagong                          |                                                         |
| 15:30 (UTC+6:00)    | Kasun 65'                                         |                            | Basanta 82'                     | Asistencia: 2 500 espectadores Árbitro(s): Lee Gi-young | Asistencia: 2 500 espectadores Árbitro(s): Lee Gi-young |
|                     |                                                   | Tiros desde el punto penal |                                 |                                                         |                                                         |
|                     | Fuard · Chathura · Gunaratne · Channa · Ratnayaka |                            | Anjan · Tashi · Nabin · Pradeep |                                                         |                                                         |

| 13 de abril de 2006 | Kirguistán | 0:2 (0:0) | Tayikistán       | Estadio Nacional Bangabandhu, Daca                 |                                                    |
| 15:30 (UTC+6:00)    |            |           | Rabiev 51' 90+2' | Asistencia: 2 000 espectadores Árbitro(s): Tan Hai | Asistencia: 2 000 espectadores Árbitro(s): Tan Hai |

### Final
| 16 de abril de 2006 | Sri Lanka | 0:4 (0:2) | Tayikistán                           | Estadio Nacional Bangabandhu, Daca                         |                                                            |
| 15:30 (UTC+6:00)    |           |           | Mukhidinov 1' 61' 71' · Mahmudov 45' | Asistencia: 2 000 espectadores Árbitro(s): Hedayat Mombini | Asistencia: 2 000 espectadores Árbitro(s): Hedayat Mombini |

|                       |
| Bandera de Tayikistán |
| Campeón               |
| Tayikistán            |
| 1.º título            |

## Estadísticas

### Tabla general
| Pos. | Equipo       | Pts | PJ | PG | PE | PP | GF | GC | Dif. | Rend.  |
| ---- | ------------ | --- | -- | -- | -- | -- | -- | -- | ---- | ------ |
| 1    | Tayikistán   | 15  | 6  | 5  | 0  | 1  | 18 | 2  | 16   | 83,33% |
| 2    | Sri Lanka    | 11  | 6  | 3  | 2  | 1  | 7  | 6  | 1    | 61,11% |
| 3    | Kirguistán   | 9   | 5  | 3  | 0  | 2  | 4  | 3  | 1    | 60%    |
| 4    | Nepal        | 8   | 5  | 2  | 2  | 1  | 8  | 4  | 4    | 53,33% |
| 5    | Palestina    | 7   | 4  | 2  | 1  | 1  | 16 | 2  | 14   | 58,33% |
| 6    | Bangladés    | 7   | 4  | 2  | 1  | 1  | 7  | 8  | −1   | 58,33% |
| 7    | India        | 5   | 4  | 1  | 2  | 1  | 3  | 4  | −1   | 41,66% |
| 8    | China Taipéi | 5   | 4  | 1  | 2  | 1  | 3  | 5  | −2   | 41,66% |
| 9    | Brunéi       | 4   | 3  | 1  | 1  | 1  | 2  | 2  | 0    | 44,44% |
| 10   | Pakistán     | 4   | 3  | 1  | 1  | 1  | 3  | 4  | −1   | 44,44% |
| 11   | Camboya      | 3   | 3  | 1  | 0  | 2  | 4  | 6  | −2   | 33,33% |
| 12   | Filipinas    | 2   | 3  | 0  | 2  | 1  | 2  | 3  | −1   | 22,22% |
| 13   | Afganistán   | 2   | 3  | 0  | 2  | 1  | 3  | 5  | −2   | 22,22% |
| 14   | Bután        | 1   | 3  | 0  | 1  | 2  | 0  | 3  | −3   | 11,11% |
| 15   | Macao        | 1   | 3  | 0  | 1  | 2  | 2  | 8  | −6   | 11,11% |
| 16   | Guam         | 0   | 3  | 0  | 0  | 3  | 0  | 17 | −17  | 0%     |

### Goleadores
8 goles
- Fahed Attal

5 goles
- Pradeep Maharjan

4 goles
- Dzhomikhon Mukhidinov
- Yusuf Rabiev

3 goles
- Vimal Pariyar
- Khurshed Makhmudov

2 goles
- Hafizullah Qadami
- Alfaz Ahmed
- Zahid Hasan Ameli
- Mohamed Abdul Hossain
- Chuang Wei-lun
- Chan Kin Seng
- Basanta Thapa
- Muhammad Essa
- Ziyad Al-Kord
- Ibrahim Al-Sweirki
- Ahmed Keshkesh
- Alvin Valeroso
- Kasun Jayasuriya
- Mohamed Izzadeen
- Numonjon Hakimov
- Ibrahim Rabimov

1 gol
- Sayed Maqsood
- Mahadi Tapu
- Adie Arsham Salleh
- Riwandi Wahit
- Sok Buntheang
- Keo Kosal
- Chan Rithy
- Kouch Sokumpheak
- Liang Chien-wei
- Roman Ablakimov
- Ruslan Djamshidov
- Azamat Ishenbaev
- Andrey Krasnov
- Tashi Tsering
- Adeel Ahmed
- Ismail Al-Amour
- Francisco Atura
- Sanjaya Pradeep Arachchige
- Chandradasa Karunaratne
- Jeewantha Dhammika Ratnayaka
- Odil Irgashev
- Rustam Khojaev
- Shujoat Nematov

### Jugador Más Valioso
| Jugador         | Selección  |
| --------------- | ---------- |
| Ibrahim Rabimov | Tayikistán |

### Premio al Juego Limpio
| Selección |
| --------- |
| Sri Lanka |